# Šimanská jaderná elektrárna
Šimanská jaderná elektrárna (japonsky 島根原子力発電所) je provozní jaderná elektrárna v Japonsku. Nachází se na jihozápadě japonského ostrova Honšú, na pobřeží Japonského moře poblíž města Macue v prefektuře Šimane. Elektrárna provozuje jeden jaderný reaktor o hrubém výkonu 820 MW. Elektrárnu vlastní a provozuje společnost Chūgoku Electric Power Company.

## Historie a technické informace

### Výstavba
Výstavba prvního bloku elektrárny započala 2. července roku 1970. Jedná se o varný reaktor BWR-3 o hrubém výkonu 460 MW. Blok byl po 3 letech výstavby připojen k síti 2. prosince 1973 a komerční provoz zahájil rok poté, 29. března 1974. 
Rozhodnutí postavit druhý reaktor typu BWR-5 o hrubém výkonu 820 MW padlo na začátku 80. let. Jeho výstavba oficiálně začala 2. února 1985 a do sítě byl připojen 11. července 1988. Do komerčního provozu vstoupil 10. února 1989, téměř přesně 4 roky od zahájení výstavby. 
Třetí reaktor typu ABWR (Advanced Boiling Water Reactor) s hrubým výkonem 1373 MW je ve výstavbě od roku 2007 a jeho spuštění bylo plánováno na konec roku 2011. 29. července 2009 byla reaktorová nádoba úspěšně instalována, ale kvůli událostem v jaderné elektrárně Fukušima Daiichi ještě nebyl blok spuštěn. Celkově elektrárna disponuje dvěma varnými reaktory typu BWR (Boiling Water Reactor).
Po havárii bylo rozhodnuto, že se první energetický blok do provozu již nevrátí, proto 30. dubna roku 2015 reaktor ukončil navždy svůj provoz. Celková kapacita jednoho provozovaného reaktoru je tedy pouze 820 MW, což je o více než 200 MW méně, než jeden blok Temelína.
V roce 2023 bylo oznámeno, že druhý blok bude znovuspuštěn v srpnu 2024. Reaktor byl restartován dne 7. prosince 2024.

### Incidenty
24. června 2011 byl snížen výkon druhého reaktoru jaderné elektrárny Šimane kvůli velkému množství medúz, které se dostaly do filtrů mořské vody. V důsledku toho musel být výkon reaktoru snížen téměř o 20 %.

## Informace o reaktorech
| Reaktor  | Typ reaktoru  | Výkon   | Výkon   | Zahájení výstavby | Připojení k síti | Uvedení do provozu | Uzavření    |
| Reaktor  | Typ reaktoru  | Čistý   | Hrubý   | Zahájení výstavby | Připojení k síti | Uvedení do provozu | Uzavření    |
| -------- | ------------- | ------- | ------- | ----------------- | ---------------- | ------------------ | ----------- |
| Šimane-1 | BWR-3 188-400 | 439 MW  | 460 MW  | 2. 7. 1970        | 2. 12. 1973      | 29. 3. 1974        | 30. 4. 2015 |
| Šimane-2 | BWR-5 218-560 | 789 MW  | 820 MW  | 2. 2. 1985        | 11. 7. 1988      | 10. 2. 1989        |             |
| Šimane-3 | ABWR          | 1325 MW | 1373 MW | 24. 10. 2006      |                  |                    |             |